# توني جبريل
توني جبريل هو لاعب كرة القدم الكندية كندي، ولد في 11 ديسمبر 1948 في بيرلينجتون في كندا.